# Az űr áramlatai
Az űr áramlatai (angolul: The Currents of Space) Isaac Asimov tudományos-fantasztikus regénye, mely először 1952-ben jelent meg a Doubleday kiadónál, illetve folytatásokban az Astounding Science Fiction magazinban 1952 októbere és decembere között. Magyar fordításban 1992-ben jelent meg a Móra Ferenc Könyvkiadónál.
Ez a könyv Asimov Birodalom-sorozatának második regénye.

## Történet
|  | Alább a cselekmény részletei következnek! |

A regény cselekménye i. sz. 11 000 körül (Asimov 1950-es években közzétett korai kronológiái szerint i. sz. 34 500 körül), a Trantor bolygó birodalma felemelkedésének azon szakaszában játszódik, amikor a Trantor hatalmas regionális hatalomból Galaktikus Birodalommá válhat, és amikor a Trantor a galaxis lakott világainak felét már bekebelezte.
A Sark bolygó és a Florina bolygó azonban még függetlenek a Trantor birodalmától. A Sark lokális hatalomként uralkodik a Florina felett, hatalma pedig a kyrt termeléséből származik. A kyrt olyan különleges növény, amely csak a Florina bolygón termeszthető. A Sark lovagjai kényszerítik a florinaiakat, hogy a kyrtföldeken dolgozzanak, és megfélemlítik őket.
Mindeközben a Trantor is szeretné megszerezni a Sark és a Florina feletti hatalmat, de háború és az életfontosságú kyrtkereskedelem megzavarása nélkül.
A történet kezdetén Rik, a térelemző megjósolja a Florina bolygó bármelyik pillanatban várható pusztulását, azonban az agyát valaki pszichoszondával kezeli, aminek következtében teljes amnéziába esik. Amikor közel egy év elteltével Rik elkezd emlékezni a múltjára, válság alakul ki a Sark, a Florina és a Trantor között. Rik, aki a Föld bolygóról származik, ugyanis felfedezte, hogy a Florina napja prenova állapotban van és hamarosan novává válik, mert a pályája keresztez egy karbonáramlatot, az űr egyik áramlatát, amely szénatomokból áll.
Amikor ez kiderül, akkor arra is rájönnek, hogy a kyrt termesztéséhez szükséges speciális körülményeket is minden bizonnyal a Florina prenova állapotban lévő napja okozza. Ez a magyarázat arra, hogy kyrtet egyetlen más világon sem sikerült eddig termeszteni.
A Florina nélkül azonban a Sark elveszítené gazdagsága forrását, ezért nem akarják, hogy kiderüljön a közelgő katasztrófa ténye. A helyzet megoldása az lesz, hogy a Trantor megveszi a Florina kyrtföldjeit a Sark lovagjaitól, még mielőtt a katasztrófa bekövetkezne, azután segít evakuálni a bolygót és erőfeszítéseket tesz a kyrttermesztés ökológiai feltételeinek mesterséges reprodukálására, hogy az máshol is termeszthetővé váljon.
|  | Itt a vége a cselekmény részletezésének! |

## Megjelenések

### Angolul
1. The Currents of Space, Doubleday, 1952[3]

### Magyarul
1. Az űr áramlatai; ford. F. Nagy Piroska; Galaktika, Bp., 1992 (Alapítvány és birodalom sorozat)
2. Asimov teljes Alapítvány-Birodalom-Robot Univerzuma, 3. kötet, Szukits Könyvkiadó, Szeged, 2002, ford. F. Nagy Piroska[4]
3. Gabo könyvkiadó, 2014, ford. F. Nagy Piroska